# 第二次世界大戰期間的比利時

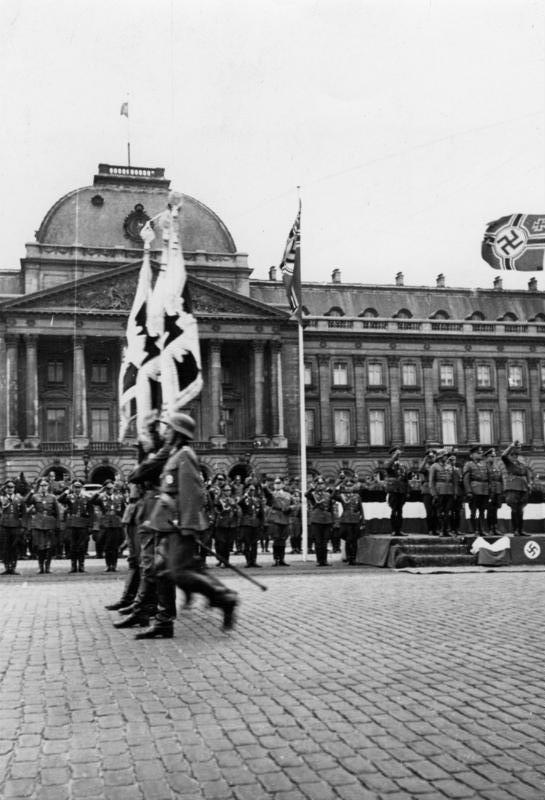
德国士兵於1940年行经位於布鲁塞尔的布魯塞爾王宮。

在第二次世界大戰剛開始時的時候，比利時一直保持中立狀態，但因於1940年5月10日遭到德國的襲擊所以加入第二次世界大戰。經過18天的戰役後，比利時軍隊於西北部的一個小鎮宣布投降，隨後開始了一直持續至1944年的德國佔領比利時時期。比利時国王利奧波德三世於同年的5月28日在没有与政府协商的情况下正式宣布投降，但也因此在战后引发了一場政治危機。雖然比利時政府已經投降，但许多比利时人还是设法逃到了英國。他們在英國成立了流亡政府，也在那裏與盟军組織了軍隊。
當時的比属刚果仍然忠于位於伦敦的比利时政府，并为盟军事业贡献了大量物质和人力资源。许多比利时人参与了对德军的武装和被动抵抗，但仍有部份人选择与德军合作。来自极右翼政治派别和部分比利时人口的支持使德国军队能够从比利时招募两个武裝黨衛隊，并协助了纳粹對比利时犹太人迫害，最終導致近25,000人被杀。
1944年9月至10月期间，盟军解放了该国大部分地区，但该国远东地区的地区一直被占领到1945年初。據估計，第二次世界大戰期間总共有大约88，000名比利时人死亡，这一数字占该国战前人口的1.05%。在經濟方面，该国的国内生产总值在戰後約下降了約8%。

## 背景
在20世纪30年代，比利时仍在从第一次世界大战的毁灭中恢复。在经济上，比利时在1929年大萧条后经历了高失业率，到1932年失业率为23.5%，但在1937年的新政策底下，失业率已降至约15%。
20世纪30年代，瓦隆尼亚和佛兰德都出现了权威主义和法西斯主义政党。在1936年比利时大选中，讲法语的雷克斯党获得了全国选票的11.6%。然而，到1939年，极端主义政党失去了他们以前在1939年比利时大选中赢得的许多席位，政治似乎正在恢復稳定。

### 中立立场

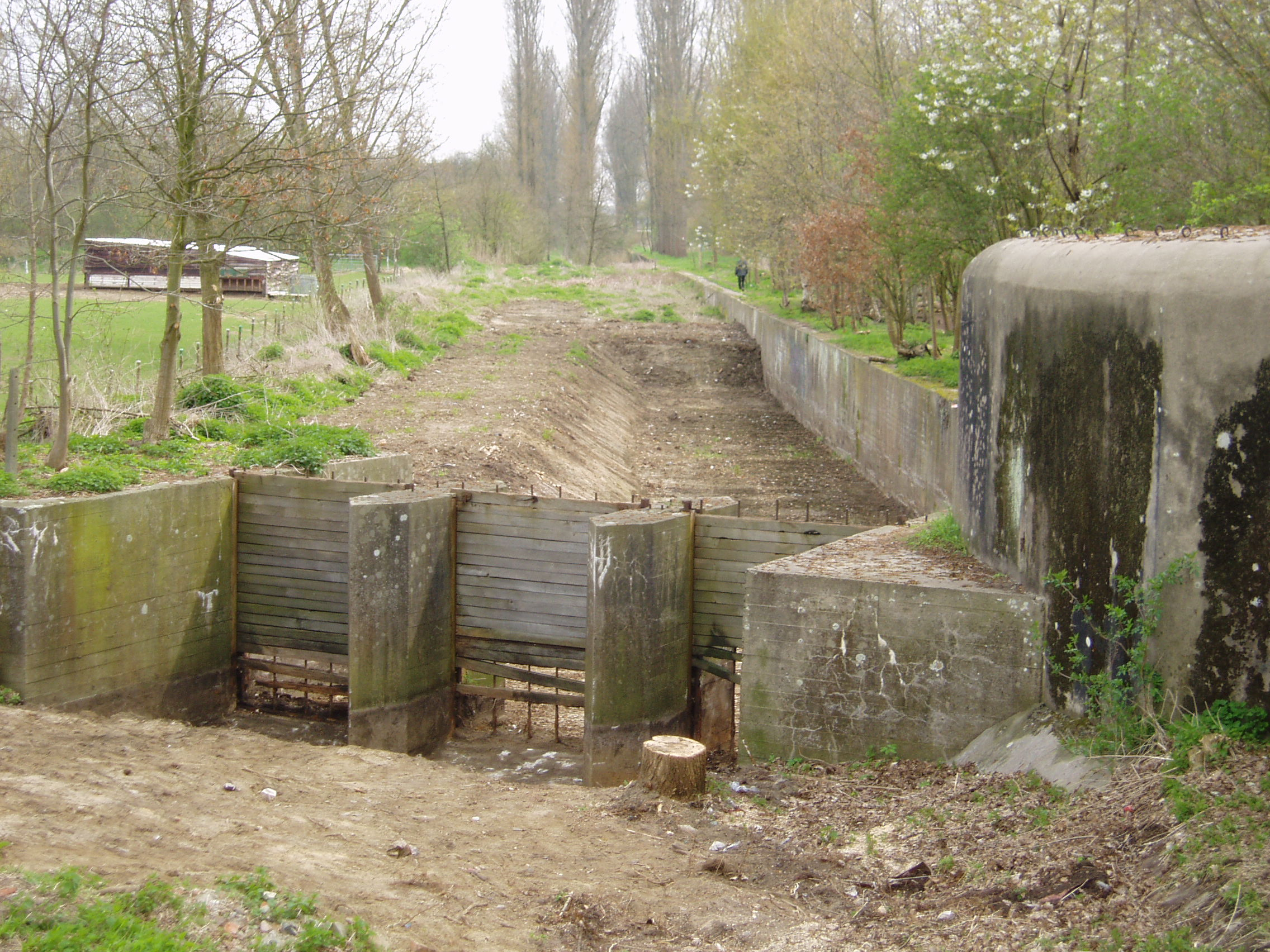
1939年末沿代勒河興建的K-W 线掩体和反坦克防御

由于比利时在第一次世界大战中遭受了如此多的破坏，该国国内几乎没有兴趣卷入任何潜在的欧洲冲突。1936年10月，利奥波德三世宣布，如果欧洲再次爆发战争，比利时将保持中立，这是他所說的独立政策的一部分。为此，比利时政府试图避开联盟,並离开洛迦诺条约，拒绝与法国于1920年签署的防务条约，并于1937年获得纳粹德国的中立保证。
德国政府认为，比利时的不可侵犯性和完整性是西方列强的共同利益。它确认其决心在任何情况下都不会损害这种不可侵犯性和完整性，并将始终尊重比利时领土…… ——德国中立保证，1937年10月13日
在此期间，比利時國防軍重组了一支完全有防御力量的軍隊，并开始在全国各地，特别是靠近德国邊境的列日省周围建造防御工事并使其现代化。
1939年9月，英国、法国和德国宣战后，比利时政府启动了一次坠机重新武装计划，在列日的主要防御阵地后面，将安特卫普国家堡垒与代勒河以南连接起来的K-W 线，从而加强了国防軍力。

## 18天的战役

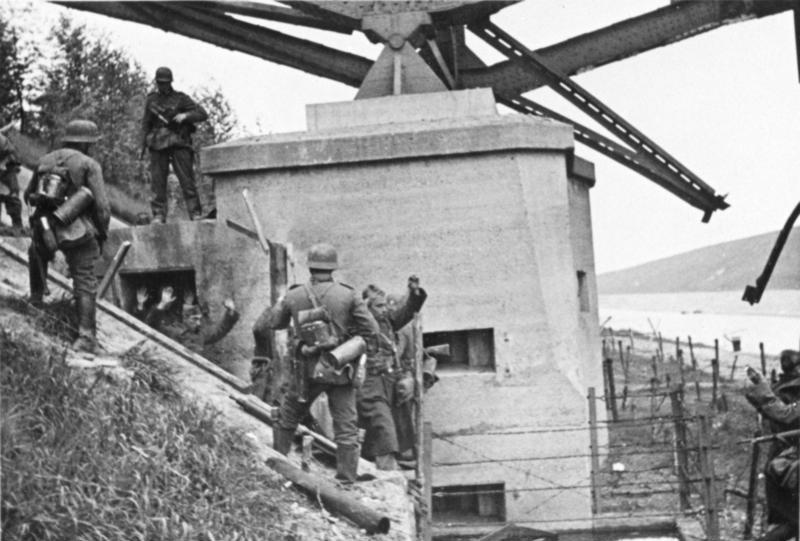
1940年5月11日埃本-埃美爾要塞戰役后，比利时士兵向德國空軍突撃連隊投降。

1939年9月波蘭戰役后，比利时政府虽然仍然奉行中立政策，但开始全面动员。到1940年，军队人数在60万到65万人之间，差不多占比利时男性人口的20%，大约是英国远征军 (第二次世界大战)的四倍，是当时荷兰军队的两倍。
希特勒于1940年5月10日下达了进攻西欧的以代号「黃色方案」入侵比利时，该计划实际上是第一次世界大战中德军「施里芬计划」的翻版，也就是经比利时中部以法国巴黎为主要突击方向，这也是对法国、荷兰和卢森堡更广泛入侵的一部分。比利时阿尔贝运河防御基地是欧洲一些最现代化的防御网络，事实证明几乎毫无用处。在埃本-埃美爾要塞，被1200名比利时人占领的堡垒被德国人部署了500名滑翔机载的空降獵兵來对付他们，並为闪电战开放了边境。5月10日，几乎所有空军的颶風戰鬥機都在斯哈芬机场被納粹德國空軍摧毁。

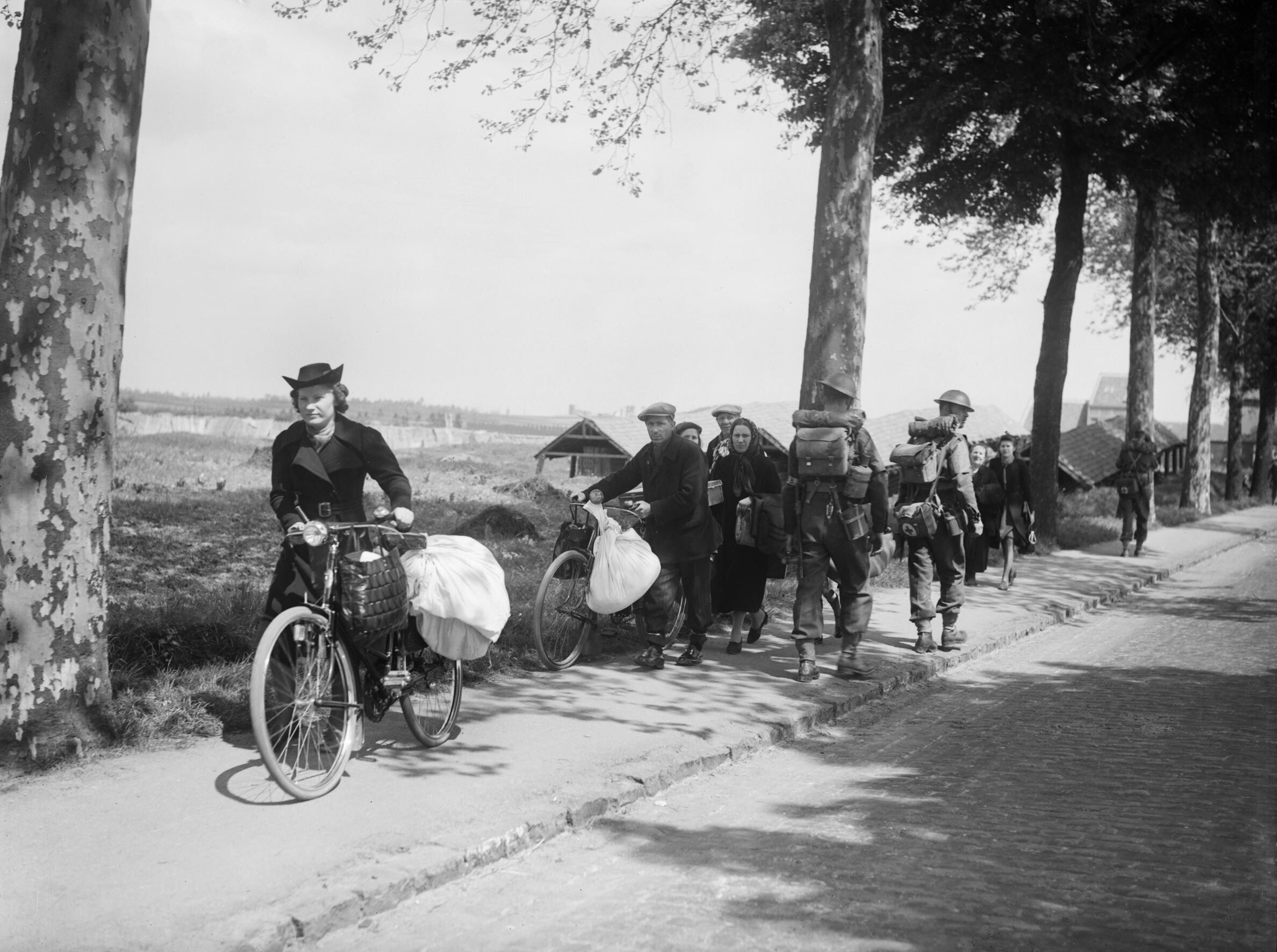
1940年5月12日，比利时平民向西避開前进的德国军队。

德國在色當的突破，曾經認為是不可行的，這意味著K-W 线的守军面临被排除在外的风险，不得不于5月16日撤退。德国的入侵在前进的德国军队的道路上引发了比利时平民的恐慌。到5月11日，通往远离战斗的向西的道路被难民封锁，阻碍了法国和英国军队向东推进。据估计，约有200万平民在竞选期间逃离家园。
政府的中立政策使比利时拥有一支过时且装备简陋的军队和空军。最重要的是，出于政治原因，军队在两个骑兵师之间只有16辆战坦克，因为他们被认为对中立军来说太具侵略性。1940年5月匆忙重组的空军有些措手不及，所以在总共234架飞机中只能部署180架可用飞机。
军方在压倒性优势下对德国军队坚持了18天。5月28日，比利时国王和军方被泊沿利斯河进入一個小地方，在27日试图促成停火失败后，无条件投降。比利时人在竞选期间伤亡约6,000人，15,850人受伤。大约112,500名法国和比利时军队通过敦刻尔克逃往英国，但大多数比利时幸存者被俘虏，许多人直到战争结束才被释放。
随着比利时军队的投降，由于贝尔·皮埃洛领导的政府首先逃往巴黎，并在波尔多组建了一个流亡政府。法国沦陷后，政府搬到了伦敦伊顿广场。

### 利奥波德三世投降

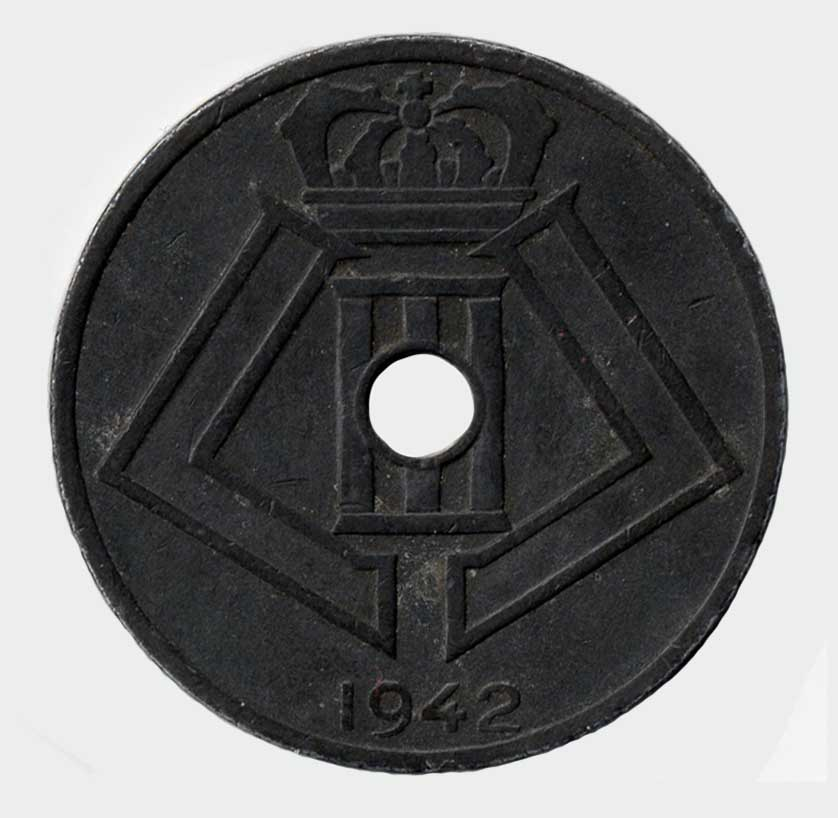
比利时硬币，上面有利奥波德三世的標誌，在占领期间铸造。

利奥波德三世是比利时军队的国王兼总司令，他于5月28日亲自向德国军队投降，这违背了皮尔洛特政府的建议，他亲自决定失去了同盟军的事件。1940年6月28日，法国总理保罗·雷诺和皮埃洛在电台广播中强烈批评了他的决定，他宣布利奥波德的决定是「历史上前所未有的事件」。
战争期间，国王作为德国囚犯留在比利时，当时政府流亡国外，并继续在盟军的事业中采取军事行动。与君主制被压迫或流亡加入政府的荷兰和卢森堡不同，利奥波德三世在被占领土上仍然很突出，占领期间生产的硬币和邮票继续带有他的脸或標誌。尽管如此，利奥波德仍然是抵抗运动的焦点，他的立场用口号来解释「比利时被俘虏！比利时万岁！国王被俘虏了！国王万岁！」。在监禁期间，他于1942年致函阿道夫·希特勒，据信这拯救了约50万比利时妇女和儿童，免遭强行驱逐到德国的军火工厂。1940年11月，利奥波德在贝格霍夫访问了阿道夫·希特勒，要求释放比利时战俘。
战后，关于利奥波德的投降是一种合作行为的指控引发了一场被称为国王问题的政治危机，即他能否重返王位，最终以他的退位而告终。

## 德國活動

### 佔領比利時

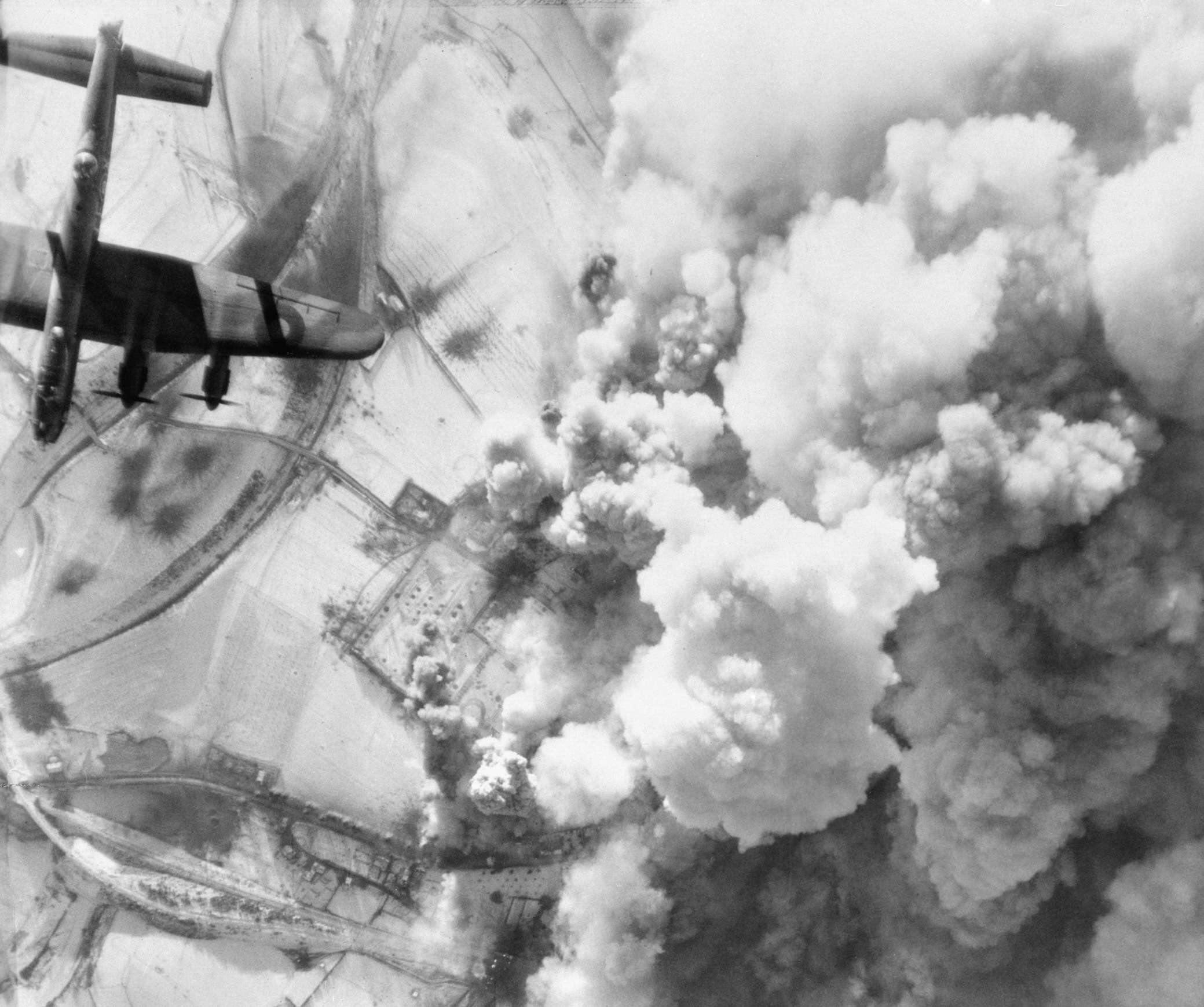
1944年突出部之役中，英国皇家空军蘭開斯特轟炸機袭击了比利时城镇圣菲特。

比利时由亚历山大·冯·法尔肯豪森将军和埃格特·雷德尔领导的比利時和法國北部軍事行政區管理，直到1944年7月，然后由约瑟夫·格罗埃总督管理，直到解放。德国政府通过税收向比利时人征收军事占领费用，同时要求「外部占领费用」或「反共主義」来支持其他地方的行动。比利时总共被迫支付近三分之二的国民收入来支付这些费用，这个数字相当于57亿國家馬克。
与欧洲所有被占领国家一样，食品、燃料和衣服由德国当局严格配给。即使实行严格的配给，平民本应正式享有的食品和材料并不总是能获得。该国也有一个重要的黑市，以非常高的价格非法向那些负担得起的人提供食物。信息和媒体受到德国政府的严格控制，新闻受到极大限制。尽管如此，《夜晚报》等合作主义报纸和《真实国家报》等亲合作政党的报纸的销售仍然很高。大量地下报纸也出版和发行，地下报纸比利时自由报发行量达到3万份。

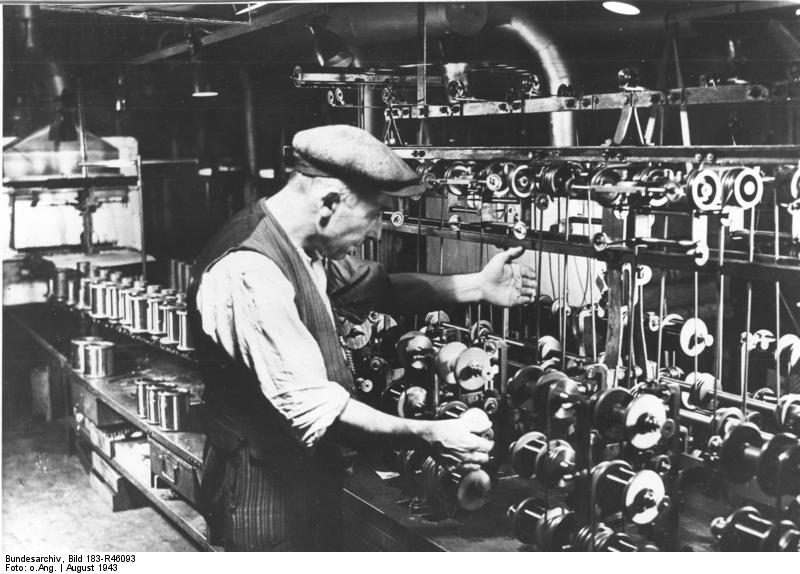
1943年8月，一名比利时强迫工人在柏林西门子公司的工厂工作。

被占的比利时还成为来自英国皇家空军和美国空军的盟军轰炸的目标。这项政策导致大量平民伤亡，因为炸弹没有达到预期目标，并落在平民区。1943年4月，在比利时安特卫普附近的莫尔策对埃拉汽车厂的突袭中，美國第八航空隊B-17轟炸機投下的两枚炸弹落在预定目标上。其余24吨炸弹落在该镇的平民区，在短短8分钟内炸死936人，另有1,600人受伤。盟军的政策受到比利时许多主要人物的谴责，其中包括约瑟夫-埃内斯特·范鲁伊。
战争期间，约有375,000名比利时人还在德国境内的劳工计划中工作，为德国战争努力从事工业或农业的工作。虽然近18万比利时人在1941年开始征兵前注守，但大多数人在那之后被征召入伍，并违背自己的意愿从事强迫劳动。
1940年被捕的20万比利时战俘也被运到德国。大多数被用作强迫劳动，只支付名义金额。1940年末至1941年间，约有8万囚犯被送回比利时，但许多人一直被囚禁到战争结束，其中主要是佛兰芒人。他们经常处于非常恶劣的条件下，约有2,000人死亡。

### 合作

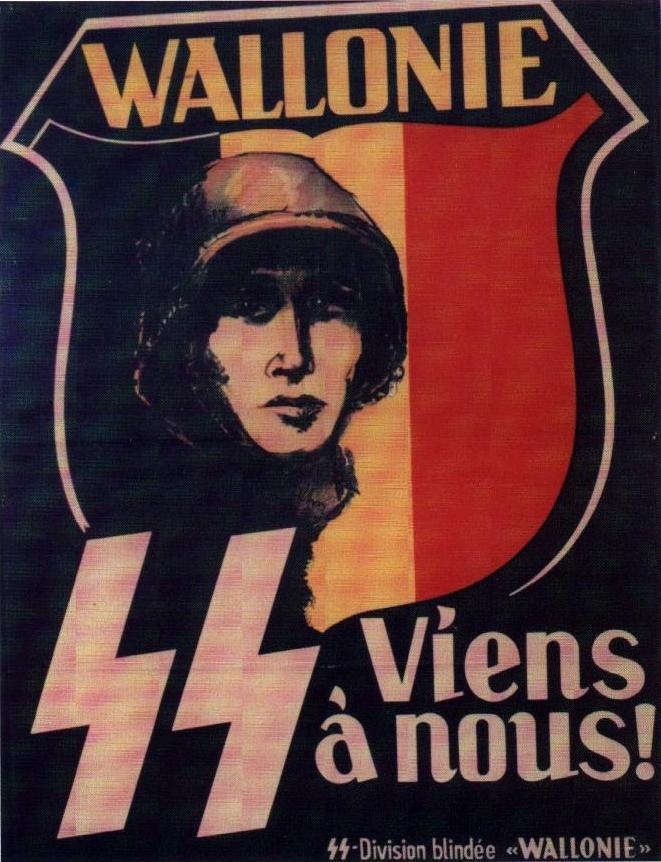
标有「来吧！」的親衛隊第28師「瓦洛宁」招聘,由讲法语的比利时人组成。

在纳粹占领期间，一些比利时人与占领者合作。战前和战争期间，佛兰德和瓦隆尼亚都有亲纳粹的政治组织。最重要的是佛兰德的德弗拉赫、韋爾迪納索和弗拉芒民族聯盟，以及瓦隆尼亚的雷克斯党运动。每个运动都有微妙不同的意识形态、自己的准军事部队和印刷自己的报纸。这些组织也有助于鼓励比利时人加入德国军队。与德弗拉赫的德国式国家社会主义不同，而弗拉芒民族聯盟就直接呼吁弗拉芒分裂主义，尽管这一信息从来都不是他们受欢迎的主要原因。各团体，特别是弗拉芒民族聯盟和德弗拉赫之间的内斗相当严重。
总体而言，比利时的行政系统非常顺从，并成为一种合作工具。在比利时研究机构塞格索马2007年的一份报告中，一个历史学家小组得出结论，比利时提供了与德国占领军的「最大限度的行政合作」。同一份报告还评论说，作为试图融入「德佛兰新秩序」的一部分，佛兰德的合作水平明显更高。报告补充说，布鲁塞尔和列日镇「仍然是爱国的比利时人，坚决敌视德国」。报告还发现，许多比利时当局一直遵守甚至积极驱逐犹太人的规定。
武装党卫军的两个独立单位，弗拉芒军团和親衛隊第28師，在占领期间从比利时招募。雷克斯党的创始人莱昂·德格雷勒担任親衛隊第28師的指挥官，親衛隊第28師在东欧与苏联作战。1944年，親衛隊第28師在苏德战争科爾遜-契爾卡塞攻勢几乎被歼灭，當時共有15000名比利时人参加「师」，比旅级人数更多。
战后，共有40万比利时人接受了合作调查。其中，约有56,000人被起诉。大多数人被判入狱，但有数百人被处决。

### 抵抗能力

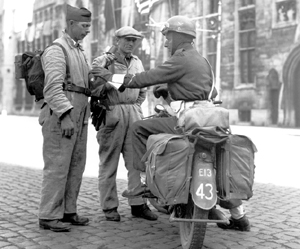
1944年布鲁日解放期间，比利时与一名加拿大士兵的抵抗运动成员。

对德国占领的抵制来自比利时各级和地区以及各政治派别，但高度分散和局部化。流亡政府只与比利時秘密軍等富有同情心的抵抗团体打交道；然而，即使是这些伞式组织也有许多不同的议程或政治意识形态。一些团体非常左翼，如共产主义游击队，但也有一些右翼抵抗运动，如战后列吉翁民族主义运动成员创建的全國保皇運動和法西斯的比利時秘密軍。还有其他团体，如G集团，没有明显的政治派别。
對佔領者的抵抗主要以説明盟軍飛行員逃跑的形式出現，並設置了許多防線來組織這一努力，例如彗星線组织將大約700名盟軍軍人疏散到直布羅陀。彗星線在比利時全境有一系列安全住所。盟軍飛行員得到便服，經常挨家挨戶地搬來搬去，與支援抵抗的比利時家庭住在一起。抵抗運動將協助飛行員，給他們假證件，並引導他們到中立或盟軍佔領的領土。

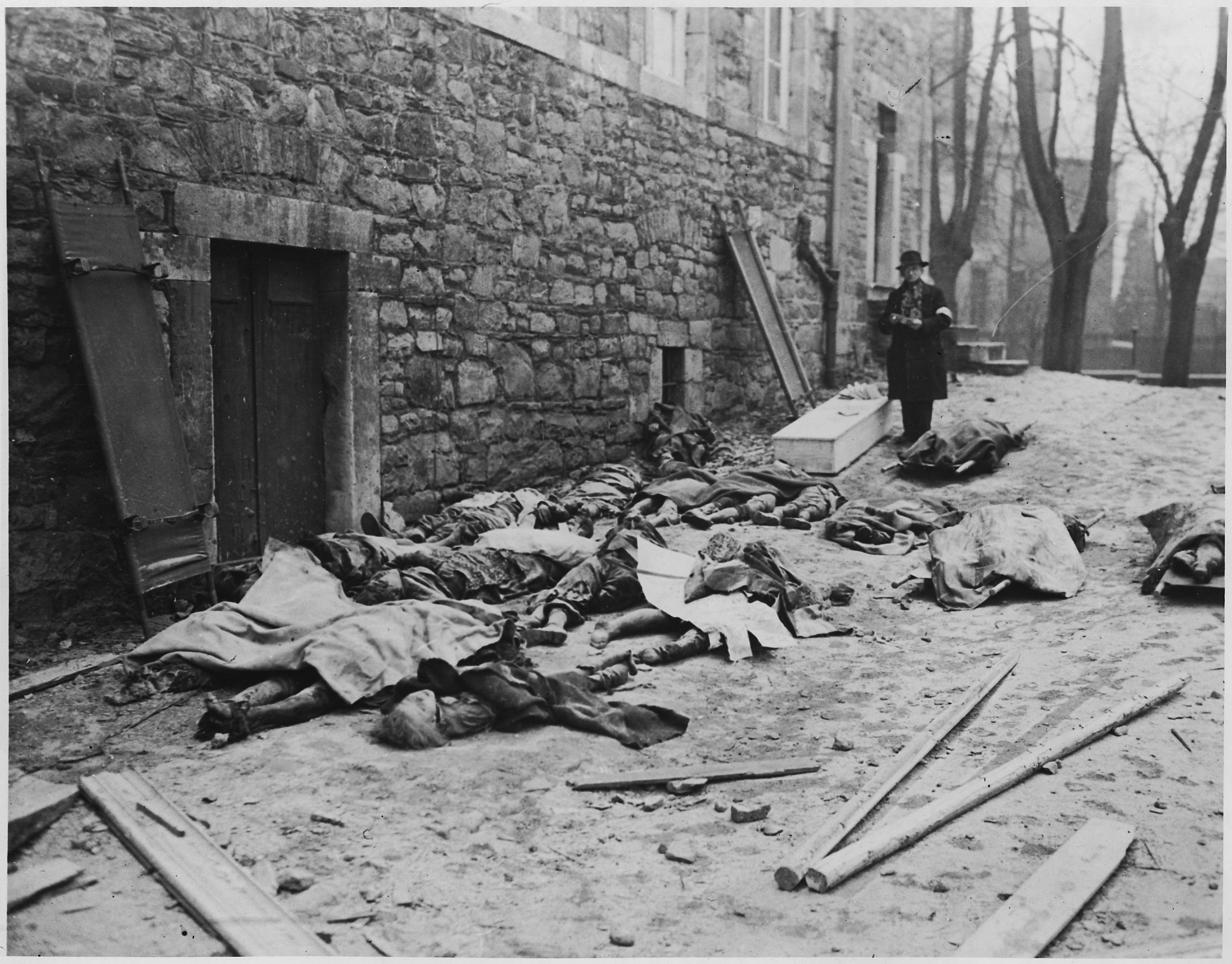
1944年12月被德國人殺害的比利時平民的屍體

和其他地方一样，破坏被用来对付敌人的军事和经济资产，铁路线和桥梁是共同的目标。仅总部位于布鲁塞尔的小型学生抵抗小组G集团的活动估计就花费了纳粹1000万人工小时来修复造成的损失。对德国军队和军事设施的直接攻击更少，但据估计，1941年被比利时抵抗运动杀害的德国士兵人数高于整个法国。
抵抗有助于将犹太人和罗姆人从驱逐到死亡集中营，例如袭击第二十次车队前往奥斯威辛集中营。许多比利时人在占领期间还藏匿了犹太人和政治持不同政见者，据估计，这个数字在战争期间隐藏了大约2万人。也有严重的低级阻力，例如 1941年6月，布鲁塞尔议会拒绝分发犹太星徽章。比利时某些知名成员，包括伊丽莎白女王和羅伊.約瑟夫-埃內斯特，公开反对德国对待犹太人。到目前为止，以色列国有1,612名比利时人因冒着生命危险在占领期间将犹太人从迫害中拯救出来而被授予「国际义人」的殊荣。
然而，比利时平民经常因抵抗活动而受到准军事部队和德国军队的报复。1944年8月，有20名平民因在库尔塞勒大屠杀中对一名雷克斯党政客的一次袭击而被雷克斯党军事人员报复身亡。

### 大屠殺

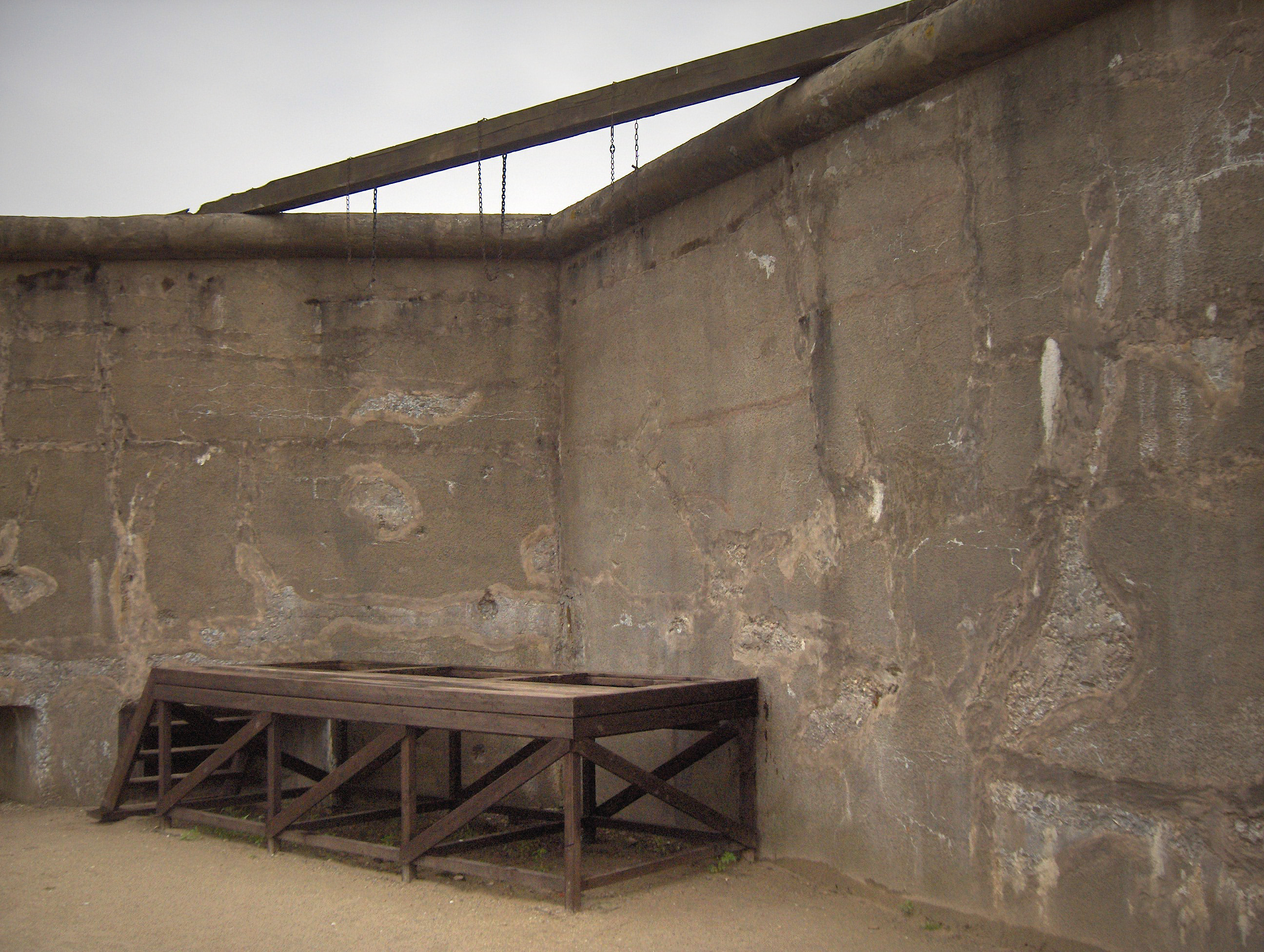
梅赫倫附近的布倫東克集中營的絞刑架。

1940年中，在大约800万人口中，近57,000名犹太人生活在比利时。许多人逃往比利时是为了逃避最近在德国和其他地方的迫害，这意味着只有少数人是比利时公民。大多数犹太人口集中在布鲁塞尔和安特卫普镇的社区。
沿着德国纽伦堡法案或法国关于犹太人地位的法律,在德国占领几个月后于1940年10月颁布反犹太立法。1941年发生了几次大屠杀，特别是在安特卫普  ，属于犹太人的经济资产被没收。1942年5月，比利时的犹太人必须佩戴黄色的猶太之星徽章。
从 1942年6月起，作为「最终解决方案」的一部分，居住在比利时的犹太人被命令向梅赫伦过渡营报到。那些不自愿这样做的人被警察围捕。1942年8月至 1944年7月期间，共有26 个铁路车队将 25,000名犹太人和 350名罗姆人从比利时驱逐到东欧。大多数人被送往奥斯威辛集中营，其中一些去了贝尔根-贝尔森集中营和维特尔集中营（Vittel）。
在被驱逐的 25,000人中，超过 24,000人被杀。到盟军解放营地时，仍有不到 1000人活着。
前比利时军队在梅切伦附近的布伦东克堡垒被纳粹征用，用于拘留和审讯犹太人、政治犯和被俘的抵抗运动成员。1940年至 1944年间，在布伦东克关押的 3,500人中，有1,733人死亡。营地本身约有300人被杀，其中至少 98人死于剥夺或酷刑。

## 比利时政府和流亡军队

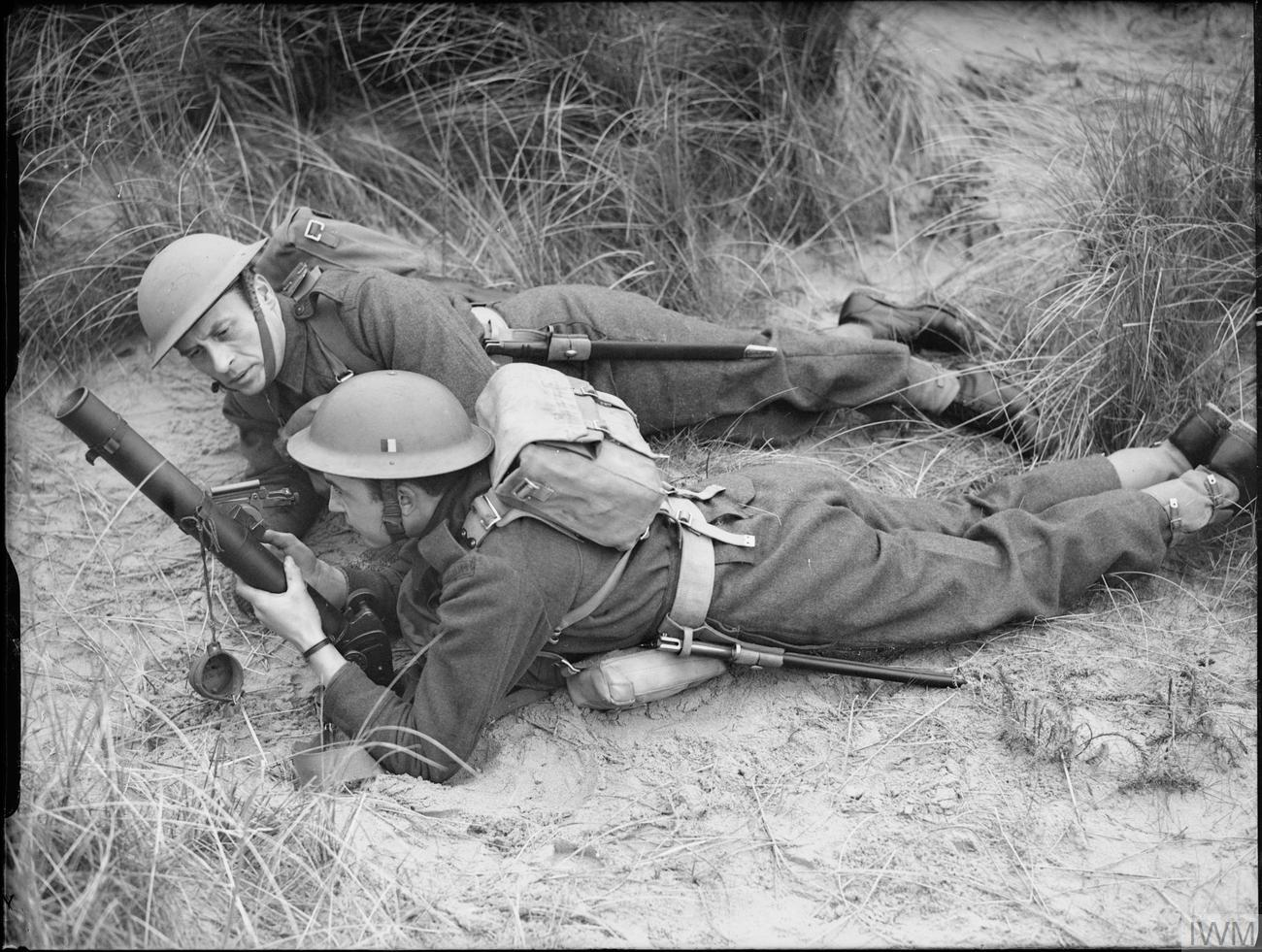
1941年，自由的比利时士兵在威尔士的一次训练演习中发射了一枚兩英寸迫击炮。

1940年战败后，大量比利时士兵和平民逃往英国，他们与战前在英国和加拿大的比利时移民一起组成了流亡的比利时军队。比利时政府，包括于贝尔·皮埃洛领导下的天主教党、比利時社会主义党和比利時自由党部长，与其他来自包括荷兰和卢森堡的被占领国家的政府一起撤离到伦敦，直到 1944年比利时解放。
流亡政府声称有权代表整个比利时发言，并领导外交部长保罗-亨利·斯巴克评论说到「所有合法和自由的比利时，所有有权以她的名义发言的，都在伦敦」。比利时政治家维克托·德·拉弗莱也被认为在1941年激发了盟军的V字宣传运动。
在法国电台的一次广播中，皮埃洛呼吁建立一支流亡军队，以继续战斗：
以响应政府呼吁的同样年轻的勇气，在法国和英国与比利时军队成员团聚，将征召和组织一支新军队。它将与我们的盟友并肩作战……我们将全力为已成为我们的事业服务……必须立即以切实的方式确保继续团结给予我们支持的力量的团结……——皮埃洛，1940年5月 28 日在法国电台的演讲

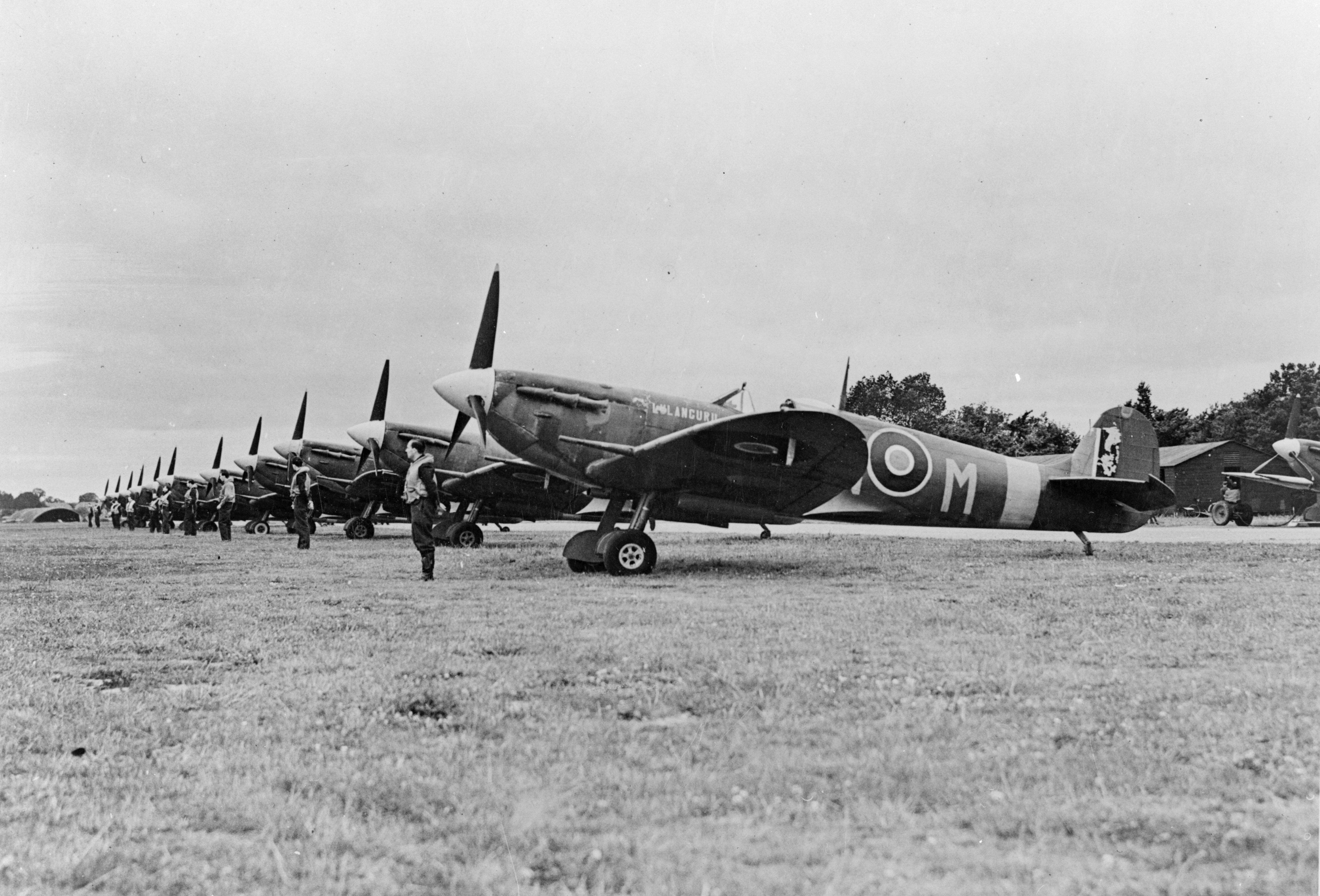
1942年，英国皇家空军肯利分舰队比利时第350中队的噴火戰鬥機

到 1944年，英国自由比利时军队约有4,500人。比利时士兵组建了比利时第1步兵旅，當中还包括来自卢森堡的士兵的炮兵连，在指挥军官让巴蒂斯特·皮龙之后，更常被称为皮龙旅。皮龙旅参与了诺曼底登陆以及法国和荷兰的战斗，直到解放。
战争期间，比利时人还在英国特种部队服役，组建了一支由盟军间组成第10突击队，並参与了意大利战役和迷恋行动。作為特种空勤团中的一部分的第5特种航空兵完全由比利时人组成，是 1944年9月第一支进入比利时的盟军部队。
400名比利时飞行员在英國皇家空軍服役。两个全比利时战斗机单位，為第349中队和第350中队，在欧洲战区服役。从 1941年11月的编队到战争结束，仅第350中队就声称拥有51项「技能」。共有1200名比利时人在英国皇家空军服役，主要是在英国或自由荷兰分舰队服役。
比利时人在大西洋战役期间也运营了两艘轻型护卫舰和一组扫雷舰。到 1943年，这些船上有350名比利时人担任水手。

## 比属刚果

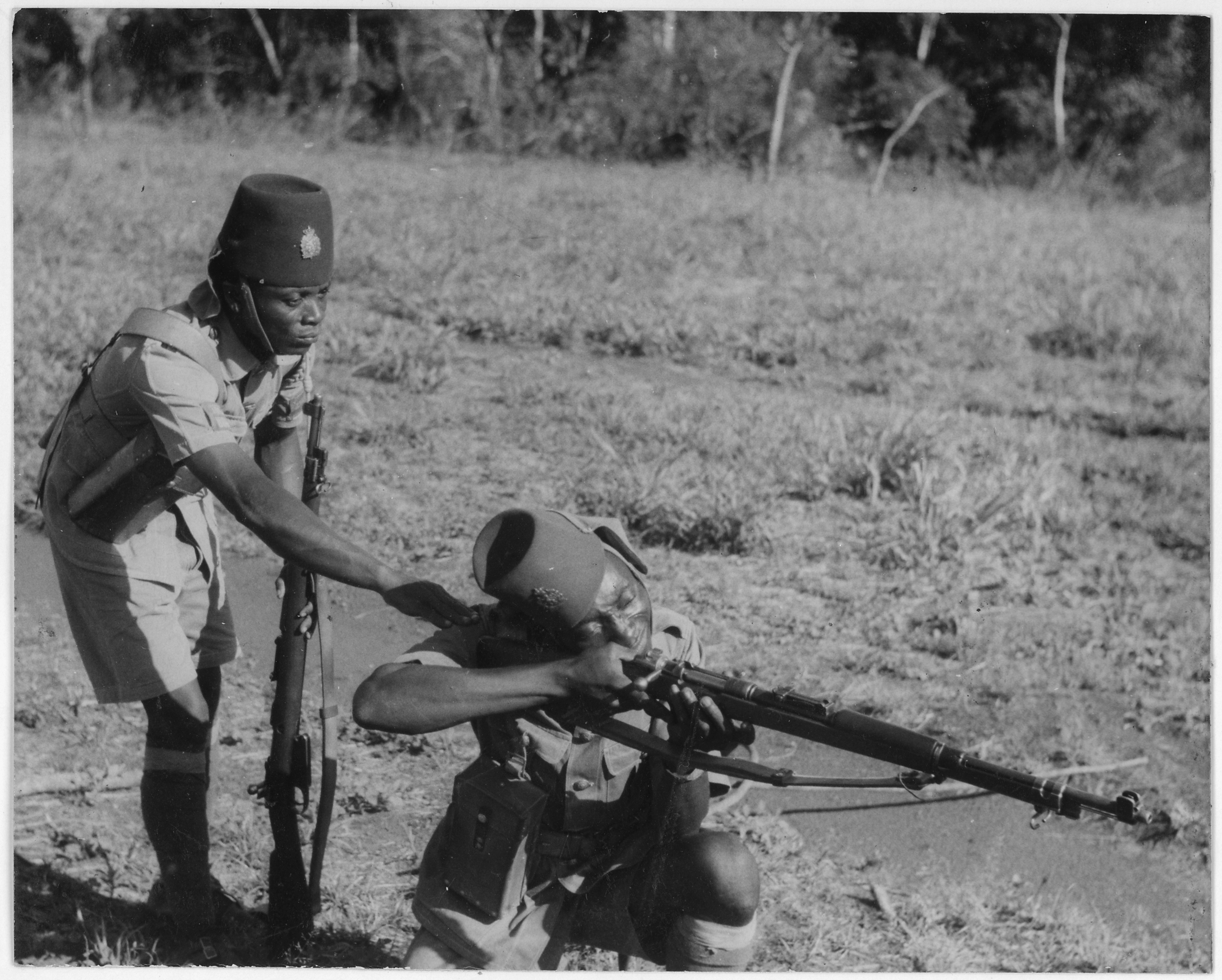
1943年, 比属刚果共和国部队士兵

尽管比利时被占领，但比属刚果仍然忠于流亡政府，并供盟军使用，为盟军的战争努力做出了重大贡献。
普布利克部队的刚果士兵参与了东非战役期间与意大利部队的战斗，并帮助迫使意大利军队撤出阿比西尼亚 ，造成 500人伤亡，13000名刚果士兵在英国指挥下在尼日利亚服役。刚果士兵的分遣队也在中东和缅甸服役。普布利克部队共有大约4万人，因為种族隔离，这意味着黑人不能成为军官。因此，在整个战争期间，他們都由白人军官指挥。
1941年和1944年，全国各地城镇两次发生重大罢工，抗议殖民当局对工人施加的额外压力。卢卢阿堡的普布利克部队驻军也于1944年兵变。这些受到军队的镇压，並且通常是暴力镇压。
刚果也是盟国至关重要的经济资产。仅刚果的黄金就为盟军的战争贡献了约2850万美元，而其橡胶和铀的出口提供了重要的原材料来源。美国曼哈顿计划期间使用的大多数铀，包括用于向日本广岛和长崎镇投掷核武器的铀，也是由比利时驻比刚果加丹加省上加丹加联合矿业公司供应的。

## 解放

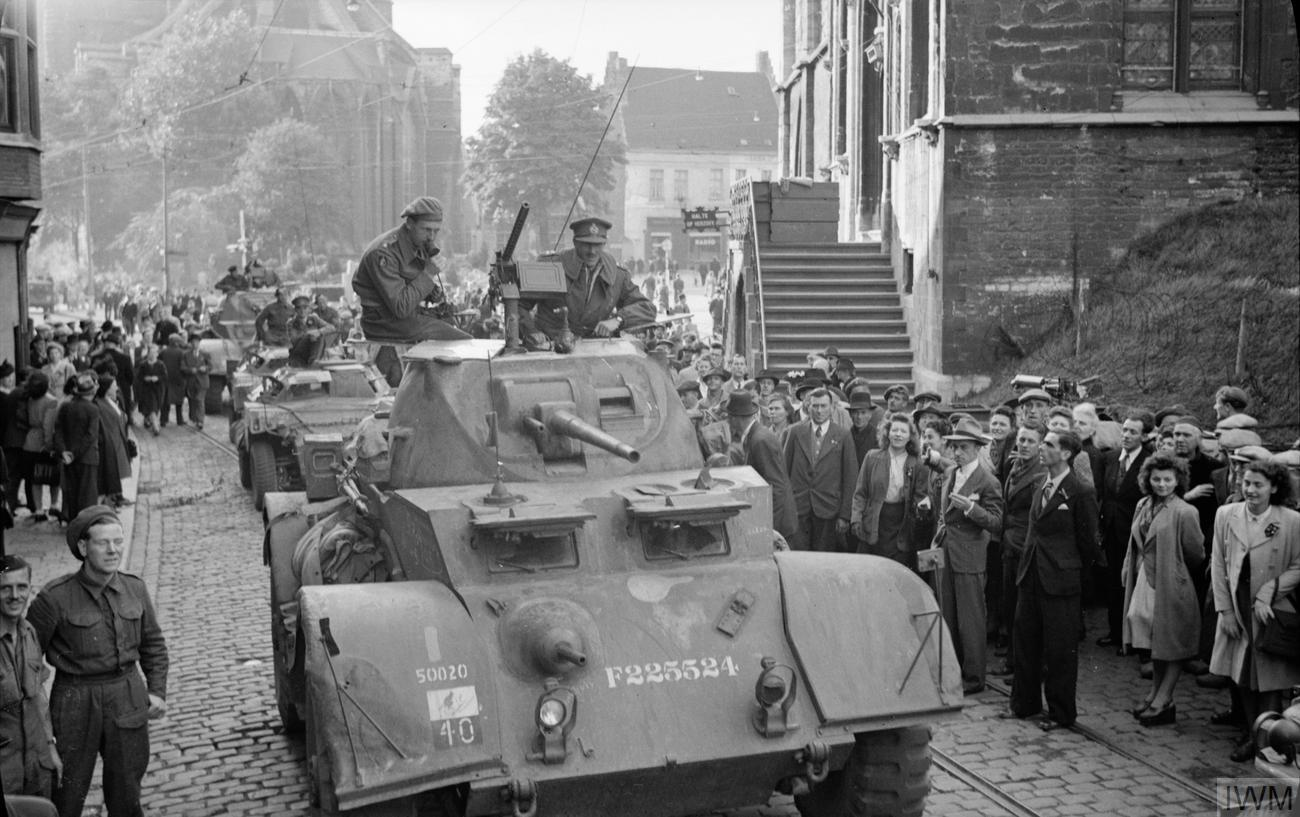
1944年9月 8 日根特解放期间的英国装甲车。

比利时于1944年9月被盟军解放，其中包括英国、加拿大和美国军队和皮龙旅。1944年9月3日，威尔士卫队解放了布鲁塞尔。解放后不久，马罗伦区的居民为希特勒举行了模拟葬礼。
安特卫普港是一个重要的战略目标，因为盟军补给线高度延伸，需要在前线附近有一个深海港口。9月 6 日，英国第二軍隊在当地抵抗运动的帮助下解放了安特卫普。尽管控制了这座城市，但直到周围水域对货船安全，港口才开放。並成功地拒绝德国人进入港口，直到 11月斯海爾德河戰役结束。
利奥波德三世之弟夏尔王子被任命为摄政王，等待国王是否能够重新获得他以前在王位上的职位的决定。1945年2月，阿希尔·范阿克取代皮埃洛担任总理。抵抗运动被解除武装，占领期间留在该国的许多成员和其他比利时人被动员到比利时正规军的 57 个「燧发营」。这些营在西线的几场战斗中服役。直到第二次世界大戰歐戰勝利紀念日，仍有10万比利时人在盟军作战。
1944年9月初，考特尼·霍奇斯将军的美國第一軍團解放了布鲁塞尔和马斯特里赫特以南地区。虽然第一軍團的两个军团集中在其他地方，但美國第八军从列日以南地区、穿过阿登进入卢森堡的漫长战线。部署时间长，这意味着军团的前线防守很轻，使其易受伤害。

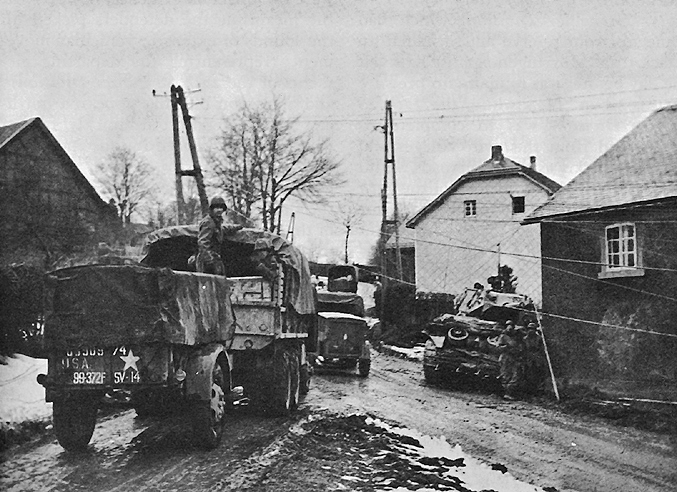
1944年末，美国第 99 步兵师的士兵进入比利时比林根维尔茨费尔德。

在比利时经历了几个月的相对平静后，1944年12月16日，德国人带着超过25万士兵发动了突出部之役。安特卫普是德国进攻的最终目标，但德国的推进在迪南附近的默兹河前停滞不前，并在六周的严寒天气中被美国、英国和比利时军队击退。比利时城镇和阿登地区的平民在进攻期间遭受了损失，房屋被夷为平地，还有德国军队射杀平民的事件。拉罗什约90%的城镇在战斗中被毁。据报道，到 1945年2月 4 日，该地区没有德国军队。
在盟军解放后的六个月里，比利时城镇被未驾驶的德国V-轟炸進行广泛袭击。这些火箭中共有2,342 枚，其中1610枚较先进的V-2火箭和约732枚V-1火箭，落在仅安特卫普周围 10 英里半径内。战后 SHAEF 一份报告估计，V-Bombs 杀害了 5,000人，另有21,000人受伤，其中大部分发生在列日和安特卫普市。
解放后的时期，还发生了一波起诉那些涉嫌在战争期间合作的人的浪潮。40万比利时人因合作而受到调查，其中 56,000人被起诉，近250人被处决。莱昂·德格雷勒尽管被判处死刑，但还是设法逃到了弗朗西斯科·佛朗哥独裁统治下的西班牙，在那里一直在那裏直到1994年去世。

## 遗物和影響

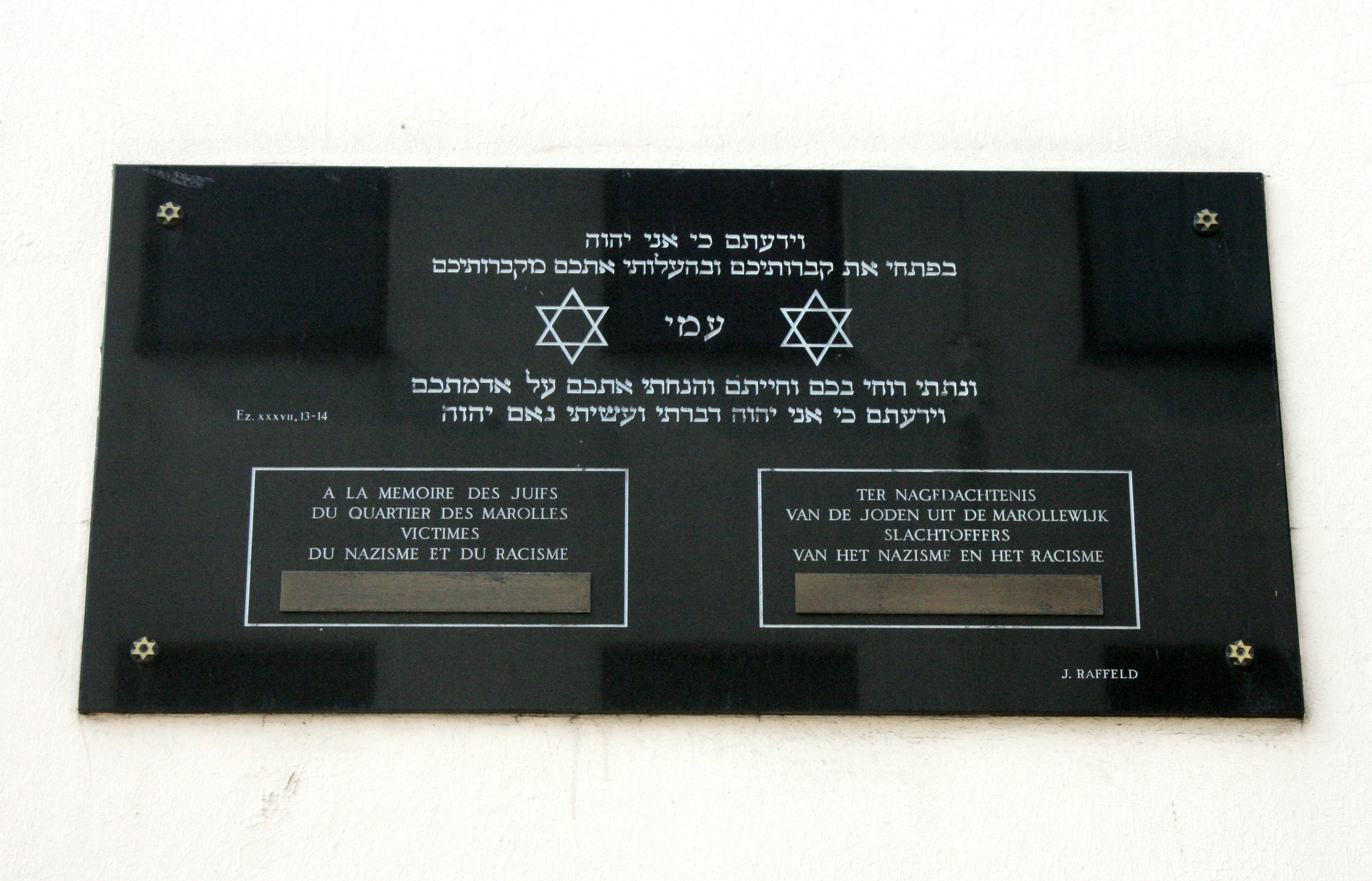
纪念布鲁塞尔马罗勒地区納粹大屠殺的比利时受害者的紀念碑。

第二次世界大战后，比利时放弃了在国际政治中的中立立场，转而支持军事、政治和经济一体化。1949年，比利时加入了北大西洋公约，并在1950年朝鲜战争中部署了部队与其他联合国部队并肩作战。比利时也是 20 世纪 50年代建立欧洲防务共同体（EDC）谈判的关键参与者。比利时被分配到西德的英国区，位于比利時從 1945年并开始占领的科隆市周围。比利时士兵一直留在德国，直至2002年撤离。
在经济上，比利时于1948年加入比荷卢经济联盟，并自 1952年成立以来成为欧洲煤钢共同体的创始成员。从 1944年到 1960年，比利时还经历了一段快速的经济复苏时期，被称为「比利时奇迹」,其中部分原因是马歇尔计划。
围绕利奥波德三世在占领期间的角色的政治危机，以及他能否重返王位，在天主教徒，特别是基督教社会党和佛兰德的社会主义者之间的战争之后的几年里，公众舆论两极分化，佛兰德斯广泛支持他的回归，后者强烈反对。经过总罢工和优柔寡断的公投，利奥波德三世于1951年让位予其子博杜安。

### 紀念
战后的几十年里，全国各地竖立了大量公共纪念碑，以纪念在冲突期间为盟军而战的比利时士兵。有许多纪念盟军政治家和将军的纪念碑和街道，其中包括富兰克林·德拉诺·罗斯福和伯纳德·蒙哥马利。英国和美国的大量墓地和纪念碑，特别是在与保加利亚战役有关的阿登地区，意味着战争的遗物非常明显。
与其他国家一样，有许多退伍军人协会和比利时城镇，特别是巴斯托涅，经常有来自其他国家的老兵参观。全国各地还有许多战争博物馆，包括布鲁塞尔的皇家軍隊與軍事史博物館，並告訴公众有关战争的事情。比利时有纪念馆和博物馆纪念大屠杀,布倫東克堡壘也被保存为博物馆，自 1947年以来一直向公众开放。自 1995年通过否认大屠杀法以来，否认大屠杀是非法的。
然而，在1960年刚果独立和随后几十年的战争之后，比属刚果士兵的参与在很大程度上被遗忘了。近年来，通过提高公众认识的展览提高了退伍军人的形象。

### 書籍
- Weller, George. . New York: Belgian Information Center. 1941  [2021-04-16]. （原始内容存档于2013-12-19）.
- Various authors. . London: Evans Brothers Limited, for the Belgian Ministry of Foreign Affairs. 1941  [2021-04-14]. （原始内容存档于2019-05-26）.
- Various authors. . New York: Belgian Information Center. 1942  [2021-04-16]. （原始内容存档于2015-11-30）.

- Bernard, Henri. . Brussels: Éd. Renaissance du livre. 1968 （法语）.
- Conway, Martin. . New Haven: Yale Univ. Press. 1993. ISBN 0-300-05500-5.
- Conway, Martin. . Oxford: Oxford University Press. 2012. ISBN 978-0-19-969434-1.
- Conway, Martin; Gotovitch, José (编).  1st. New York: Berghahn. 2001. ISBN 978-1571817594.
- Keyes, Roger.  1st British. London: Secker & Warburg. 1984. ISBN 978-0436233203.